# Болгария на летних Олимпийских играх 2004
Болгария на летних Олимпийских играх 2004 была представлена 95 спортсменами. 
Болгарская олимпийская сборная в неофициальном общекомандном зачёте заняла 33-е место. По сравнению с предыдущими играми сборная Болгарии завоевала на одну медаль меньше. Главными героями игр стали гимнаст Йордан Йовчев и стрелок Мария Гроздева, завоевавшие по две олимпийские медали.

## Награды

### Золото
| Золото |                |                                 |
| №      | Спортсмены     | Вид спорта (дисциплина)         |
| 1      | Мария Гроздева | Стрельба (пистолет, спортивный) |
| 2      | Милен Добрев   | Тяжёлая атлетика (до 94 кг)     |

### Серебро
| Серебро |               |                                |
| №       | Спортсмены    | Вид спорта (дисциплина)        |
| 1       | Йордан Йовчев | Спортивная гимнастика (кольца) |

### Бронза
| Бронза | |                                                  |
| №      | Спортсмены                                                                                          | Вид спорта (дисциплина)                          |
| 1      | Иво Янакиев                                                                                         | Академическая гребля (одиночка)                  |
| 2      | Румяна Нейкова                                                                                      | Академическая гребля (одиночка)                  |
| 3      | Борис Георгиев                                                                                      | Бокс (до 64 кг)                                  |
| 4      | Георгий Георгиев                                                                                    | Дзюдо (до 66 кг)                                 |
| 5      | Мария Гроздева                                                                                      | Стрельба (пистолет, пневматический, 10 м)        |
| 6      | Йордан Йовчев                                                                                       | Спортивная гимнастика (вольные упражнения)       |
| 7      | Армен Назарян                                                                                       | Борьба (Греко-римская борьба, до 60 кг)          |
| 8      | Величко Чолаков                                                                                     | Тяжёлая атлетика (свыше 105 кг)                  |
| 9      | Жанета Илиева Элеанора Кежова Зорница Маринова Кристина Рангелова Галина Танчева Владислава Танчева | Художественная гимнастика (командные упражнения) |

## Результаты соревнований

### Академическая гребля
В следующий раунд из каждого заезда проходили несколько лучших экипажей (в зависимости от дисциплины). В финал A выходили 6 сильнейших экипажей, остальные разыгрывали места в утешительных финалах B-E.
Мужчины
| Соревнование | Спортсмены  | Предварительный заезд | Предварительный заезд | Предварительный заезд | Отборочный заезд | Отборочный заезд | Отборочный заезд | Полуфинал       | Полуфинал       | Полуфинал       | Финал   | Финал   | Итоговое место |
| Соревнование | Спортсмены  | Заезд                 | Время                 | Место                 | Заезд            | Время            | Место            | Заезд           | Время           | Место           | Время   | Место   | Итоговое место |
| ------------ | ----------- | --------------------- | --------------------- | --------------------- | ---------------- | ---------------- | ---------------- | --------------- | --------------- | --------------- | ------- | ------- | -------------- |
| одиночки     | Иво Янакиев | 6                     | 7:28,97               | 2                     | 1                | 6:52,51          | 1 Q              | Полуфинал A/B/C | Полуфинал A/B/C | Полуфинал A/B/C | Финал A | Финал A | 3              |
| одиночки     | Иво Янакиев | 6                     | 7:28,97               | 2                     | 1                | 6:52,51          | 1 Q              | 2               | 6:53,43         | 2 Q             | 6:52,80 | 3       | 3              |

### Плавание
В следующий раунд на каждой дистанции проходили лучшие спортсмены по времени, независимо от места занятого в своём заплыве.
Мужчины
| Спортсмен     | Соревнование        | Предварительные заплывы | Предварительные заплывы | Полуфиналы | Полуфиналы | Финал     | Финал     |
| Спортсмен     | Соревнование        | Результат               | Место                   | Результат  | Место      | Результат | Место     |
| ------------- | ------------------- | ----------------------- | ----------------------- | ---------- | ---------- | --------- | --------- |
| Петар Стойчев | 400 м вольный стиль | 3:59,86                 | 32                      |            |            | Не прошёл | Не прошёл |

Женщины
| Спортсменка     | Соревнование   | Предварительные заплывы | Предварительные заплывы | Полуфиналы | Полуфиналы | Финал     | Финал     |
| Спортсменка     | Соревнование   | Результат               | Место                   | Результат  | Место      | Результат | Место     |
| --------------- | -------------- | ----------------------- | ----------------------- | ---------- | ---------- | --------- | --------- |
| Ана Дангалакова | 400 м комплекс | 5:01,00                 | 23                      |            |            | Не прошла | Не прошла |